# Siwas
Siwas fou un estat tributari protegit, una thikana feudatària de Jodhpur al districte de Pali formada per un sol poble concedit el 1708 pel maharajà Ajit Singh de Marwar a Thakur Sardar Singh, net de Thakur Ugrasen, al seu torn net de Rao Kumpa de Marwar, fundador del clan Kumpawat mort el 1544 i nebot de Rao Jodha de Marwar (1438-1488).

## Llista de thakurs
- Thakur Sardar Singh 1708-? (fill).
- thakur viram deo ?-1755 (fill).
- thakur shambhu Singh 1755-1786 (fill)
- thakur kuber Singh 1786-? (fill).
- thakur fateh Singh ?-1835 (fill).
- thakur harnath Singh 1835-? (fill).
- thakur ranjit Singh ?- ? (fill adoptiu).
- thakur kushal Singh ? -1917 (fill).
- thakur pratap Singh 1917-1929 (fill).
- thakur nahar Singh 1929-1955 (fill).